# أشلي ووكر (كرة سلة)
أشلي ووكر (بالإنجليزية: Ashley Walker)‏ مواليد 24 فبراير 1987 في ستوكتون، هي لاعبة كرة سلة أمريكية. تم اختيارها من قبل فريق سياتل ستورم خلال الدرافت. وتحمل الرقم 44.

## المسيرة الاحترافية
لعبت مع سياتل ستورم في سنة 2008، ثم لعبت مع تلسا شوك في سنة 2010، ثم لعبت مع كونيتيكت صن في سنة 2013.

## روابط خارجية
- أشلي والكر على موقع الاتحاد الوطني لكرة السلة النسائية (الإنجليزية)
- أشلي والكر على موقع كرة السلة الأوروبية.كوم (الإنجليزية)
- أشلي والكر على موقع كلية كرة السلة في سبورتس رفرنس.كوم (الإنجليزية)
- أشلي والكر على موقع بروبوليرز (الإنجليزية)
- أشلي والكر على موقع سبورتس رفرنس (الإنجليزية)